# Kantongerecht Leeuwarden

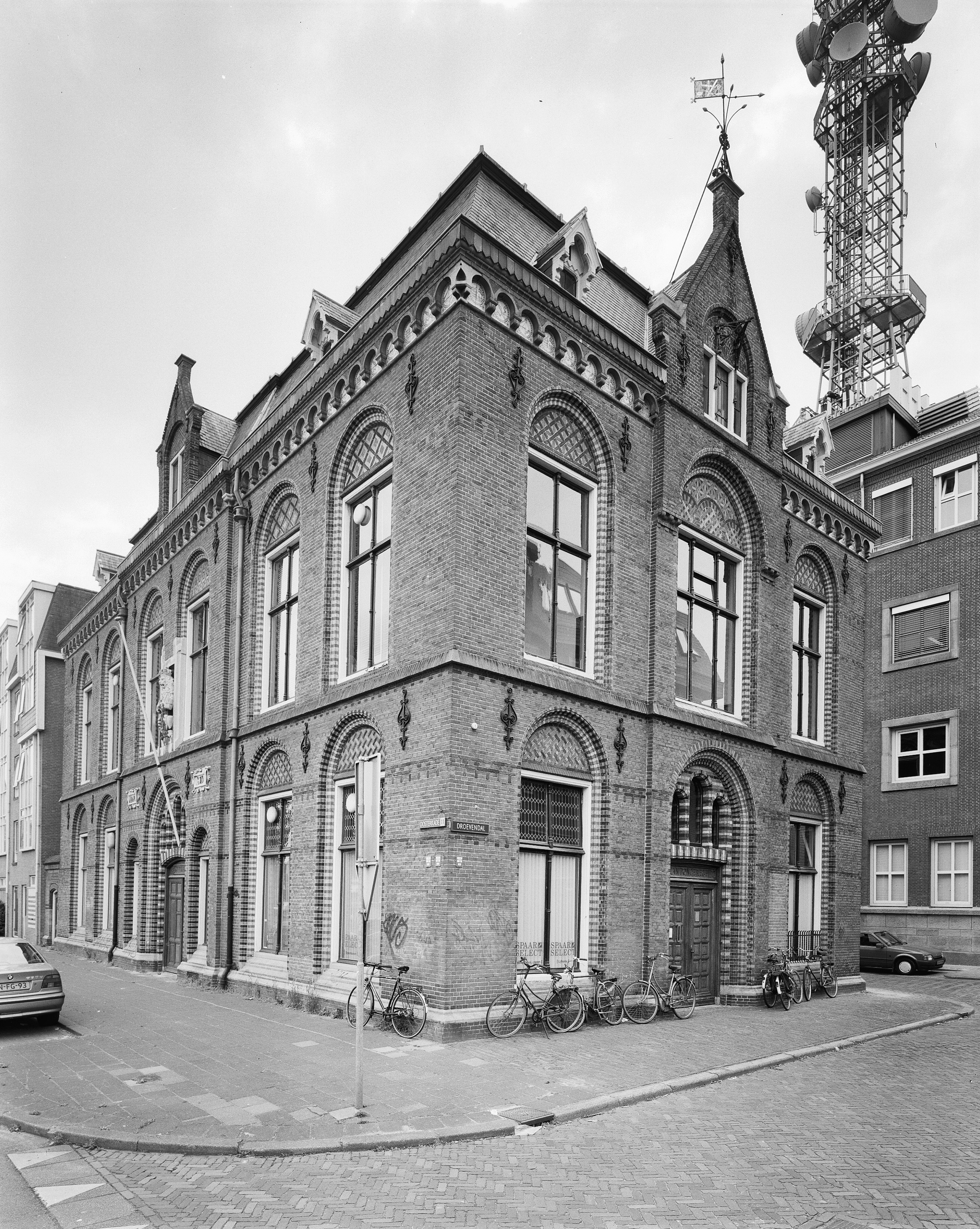
Het voormalige kantongerecht aan de Oosterkade

Het kantongerecht Leeuwarden was van 1838 tot 2002 een van de kantongerechten in Nederland. Lange tijd was het gevestigd aan de Oosterkade in Leeuwarden, een rijksmonument ontworpen door C.H.Peters. In 2002 is het kantongerecht opgegaan in de rechtbank Leeuwarden en was een van de locaties van de sector kanton. Het gebouw is inmiddels verlaten voor nieuwbouw aan het Zaailand.

## Het kanton

### 1838-1877
De kantongerechten waren in 1838 de opvolger van de vrederechter. Bij de oprichting was Leeuwarden het eerste kanton van het arrondissement Leeuwarden. Als kantongerecht in de hoofdplaats van en provincie was het een kantongerecht der 1ste klasse. Het kanton bestond in de eerste periode uit de stad Leeuwarden en de gemeente Leeuwarderadeel.

### 1877-1933
Bij de eerste herindeling van rechtsgebieden in Nederland in 1877 verdwenen in de provincie Friesland een rechtbank (Sneek) en vier kantongerechten. Leeuwarden werd enkel uitgebreid met een deel van het opgeheven kanton Rauwerd, te weten de gemeente Idaarderadeel en Baarderadeel. 
Een tweede uitbreiding volgde in 1911 toen het kantongerecht te Berlikum werd opgeheven. Het gebied van het kanton werd verdeeld over het kanton Dokkum en Leeuwarden. Het kanton bestond nu uit de gemeenten: Leeuwarden, Leeuwarderadeel, Idaarderadeel, Baarderadeel, Menaldumadeel en Het Bildt.

### 1934-heden
De tweede grote herindeling vond plaats in 1934. In Friesland verdwenen vijf kantongerechten, waarvan er drie in zijn geheel bij Leeuwarden werden gevoegd: Dokkum, Bergum en Harlingen. Na deze (bezuinigings)operatie bestond kanton Leeuwarden uit de gemeenten:
Leeuwarden, Leeuwarderadeel, Idaarderadeel, Baarderadeel, Menaldumadeel, Het Bildt, Ferwerderadeel, West-Dongeradeel, Oost-Dongeradeel, Dokkum, Kollumerland en Nieuwkruisland, Achtkarspelen, Dantumadeel, Tietjerksteradeel, Harlingen, Franeker, Franekeradeel, Barradeel, Terschelling, Vlieland, Ameland en Schiermonnikoog.
De enige beperkte wijziging sinds 1934 kwam in 1984 als uitvloeisel van de gemeentelijke herindeling in Friesland. De gemeente Baarderadeel ging op in de nieuwe gemeente Littenseradeel die deel werd van het kanton Sneek, terwijl Idaarderadeel samen met Rauwerderhem en een deel van Utingeradeel opging in de nieuwe gemeente Boornsterhem die deel werd van Leeuwarden.

## Het gebouw
Hoewel het kantongerecht op meerdere locaties gevestigd is geweest geldt het gebouw aan de Oosterkade als het oude kantongerecht van Leeuwarden. Het dateert uit 1879 en is vooral van belang als eerste bouwwerk van C.H. Peters in Friesland.